# Tiddis
Tiddis (també coneguda com Castellum Tidditanorum o Tiddi) fou una ciutat romana que depenia de Cirta, i una diòcesi denominada Tiddi, que encara els catòlics consideren una seu titular.
Era al territori de l'actual comuna de Bni Hamden a la província de Constantina, a l'est d'Algèria.

## Història
Tiddis fou construïda i organitzada pels romans.
Aquesta ciutat pròspera, assentada en un altiplà, tenia una porta monumental, banys, instal·lacions d'adoberies, un santuari mitraista que data del segle iv ae, i també una capella cristiana.
| «                   | El poble nadiu es va romanitzar, igual que els pobles propers a Cirta. Hui es pot creuar seguint el carrer principal que va des d'un portal monumental entre cases, passant pel fòrum, una placeta i la cúria. Per les inscripcions es coneixen els magistrats i decurions del "castellum". Pertangué a la colònia de Cirta i, amb les altres colònies de Russicade, Milev i Chull, formà part de la confederació de les IV colònies. També entre els monuments públics esclarits fins ara hi ha els banys públics i cisternes (construïdes per M. Cocceius Anicius Faustus a mitjan segle III i al cim del penyal un Temple de Saturn (que produí un gran nombre d'esteles, ara al Museu de Constantina). Als vessants del penya-segat hi ha moltes cases i restes de la muralla original del "castellum". Els Lol·li eren una de les famílies importants de la ciutat. El seu mausoleu circular encara es pot veure a uns quilòmetres al N. El monument l'erigí Lol·li Urbic, prefecte de Roma amb Antoní Pius. La ciutat fou seu d'una diòcesi. S'han netejat dues basíliques cristianes. Una era a l'entrada del poble; l'altra en un districte més llunyà i només s'ha netejat parcialment. | » |
| — Richard Stillwell | |   |

Castells i dipòsits d'aigua de totes les formes indiquen que la ciutat fou abandonada a poc a poc per manca de fonts d'aigua. Es pot admirar el mausoleu de Quint Lol·li Urbic, natural de Tiddis (i fill d'un terratinent amazic romanitzat) que després es va convertir en prefecte de Roma.
Hui, Tiddis és un jaciment romà anomenat Res eddar o el 'pic de la casa', situat en la gola del Kheneg, al nord de Cirta. Marca la presència d'una civilització romana mitjançant inscripcions d'art rupestre i ceràmica romana.

## Història eclesiàstica
Sota el control bizantí, Castellum Tidditanorum tenia dues petites esglésies i era seu d'un bisbat.
Morcelli assigna quatre bisbes a aquesta seu; Mesnage i Jaubert, però, creuen que eren bisbes de Tisedi, deixant només 
- Abundi, que assistí al Concili de Cartago convocat el 484 pel rei Huneric del Regne vàndal. Després es va exiliar com la majoria dels catòlics, a diferència dels heretges cismàtics donatistes.

La comunitat cristiana degué desaparéixer de la ciutat amb la conquesta musulmana en la segona meitat del segle VII. Algunes restes de ceràmica, però, mostren la supervivència d'un petit poble dins les ruïnes de Tiddis fins al segle IX.